# Facekini

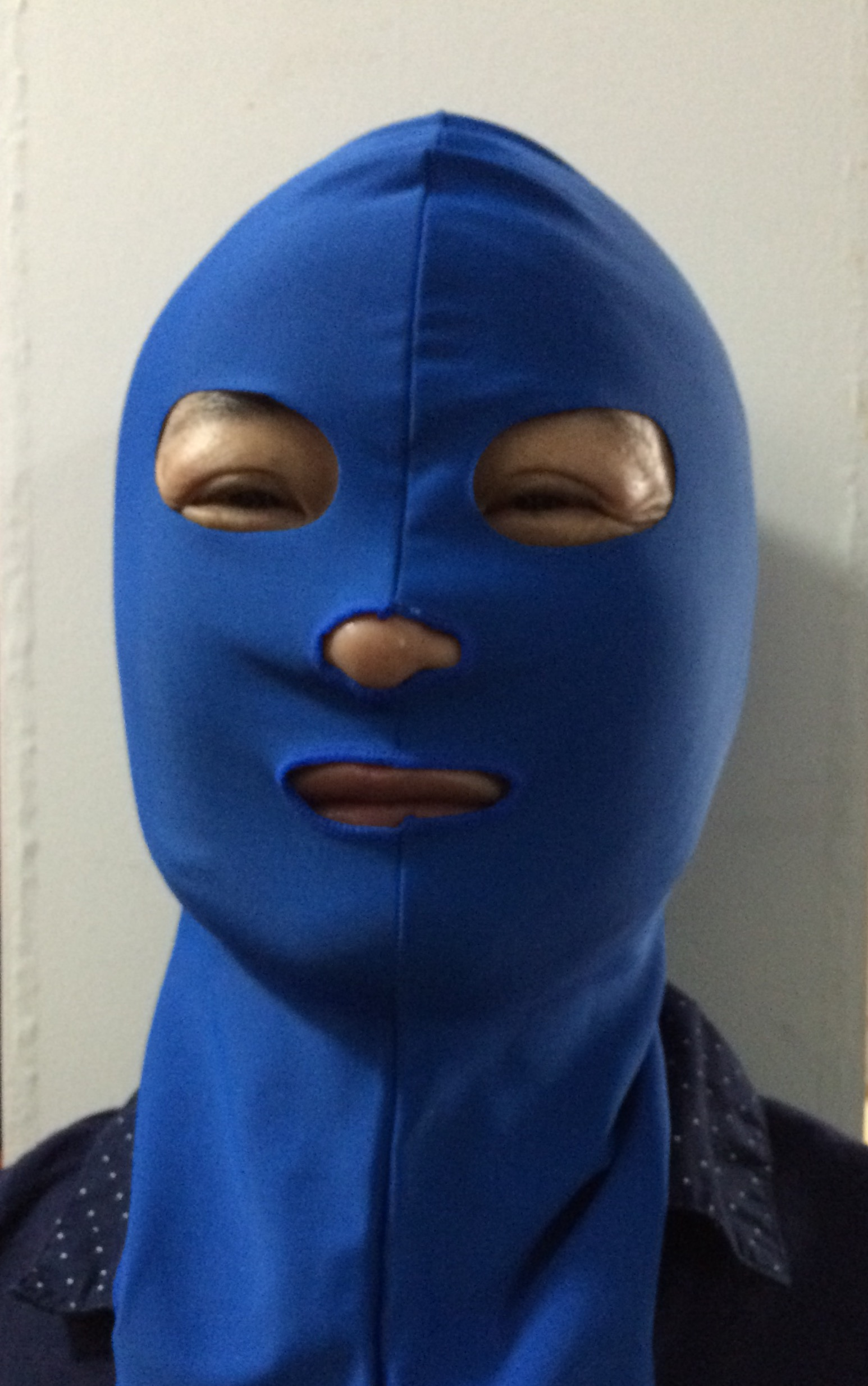
Uma mulher usando um facekini

O facekini (chinês simplificado: 脸基尼, pinyin: liǎnjīní) é uma máscara projetada para nadadores e banhistas que cobre a cabeça e revela apenas os olhos, nariz e boca. Foi inventado por Zhang Shifan em 2004, um ex-contador da cidade costeira chinesa de Qingdao que se tornou a cidade natal dessa tendência da moda.
A máscara é popular em Qingdao, onde é usada pelas pessoas para se protegerem dos raios ultravioleta que induzem o bronzeado enquanto estão sob luz solar direta e de águas-vivas, insetos e outros irritantes enquanto estão na praia. A máscara é feita de um tecido elástico que é comumente usado em trajes de banho, e vem em diferentes cores e padrões. Eles são frequentemente usados em combinação com várias roupas de proteção solar, como macacões com mangas compridas, óculos de sol, viseiras ou guarda-chuvas.
O facekini chamou a atenção da imprensa ocidental em 2012, e seu criador, Zhang Shifan, também se concentrou no desenvolvimento de máscaras de alta moda. Em 2019, seu criador lançou novos modelos que cobrem todo o corpo, não apenas rosto e pescoço.
Um modelo padrão custa US$ 2 a US$ 4, enquanto os modelos mais sofisticados custam US$ 16 a US$ 24. Em 2014, a revista de moda CR Fashion Book publicou vários conjuntos de fotos com modelos usando facekinis combinados com roupas de banho e joias da moda de Alexander Wang e Michael Kors .